# Cacia parumpunctata
Cacia parumpunctata es una especie de escarabajo longicornio del género Cacia, subfamilia Lamiinae. Fue descrita científicamente por Heller en 1923.
Se distribuye por Filipinas. Mide 10-12 milímetros de longitud.